# Familialisme
Pour les articles homonymes, voir Familialisme (politique).
Le familialisme est une idéologie décrite comme l'intense identification et le grand attachement des individus à leur famille, puis comme les forts sentiments de loyauté et de solidarité entre les membres d'une même famille.

## Définition
Le familialisme implique un ensemble de comportements mettant en avant la famille sous une forme unifiée et principale. Il implique alors de considérer la famille comme première source de soutien de ces individus. Cette formule est particulièrement appliquée à la communauté hispanique américaine,.

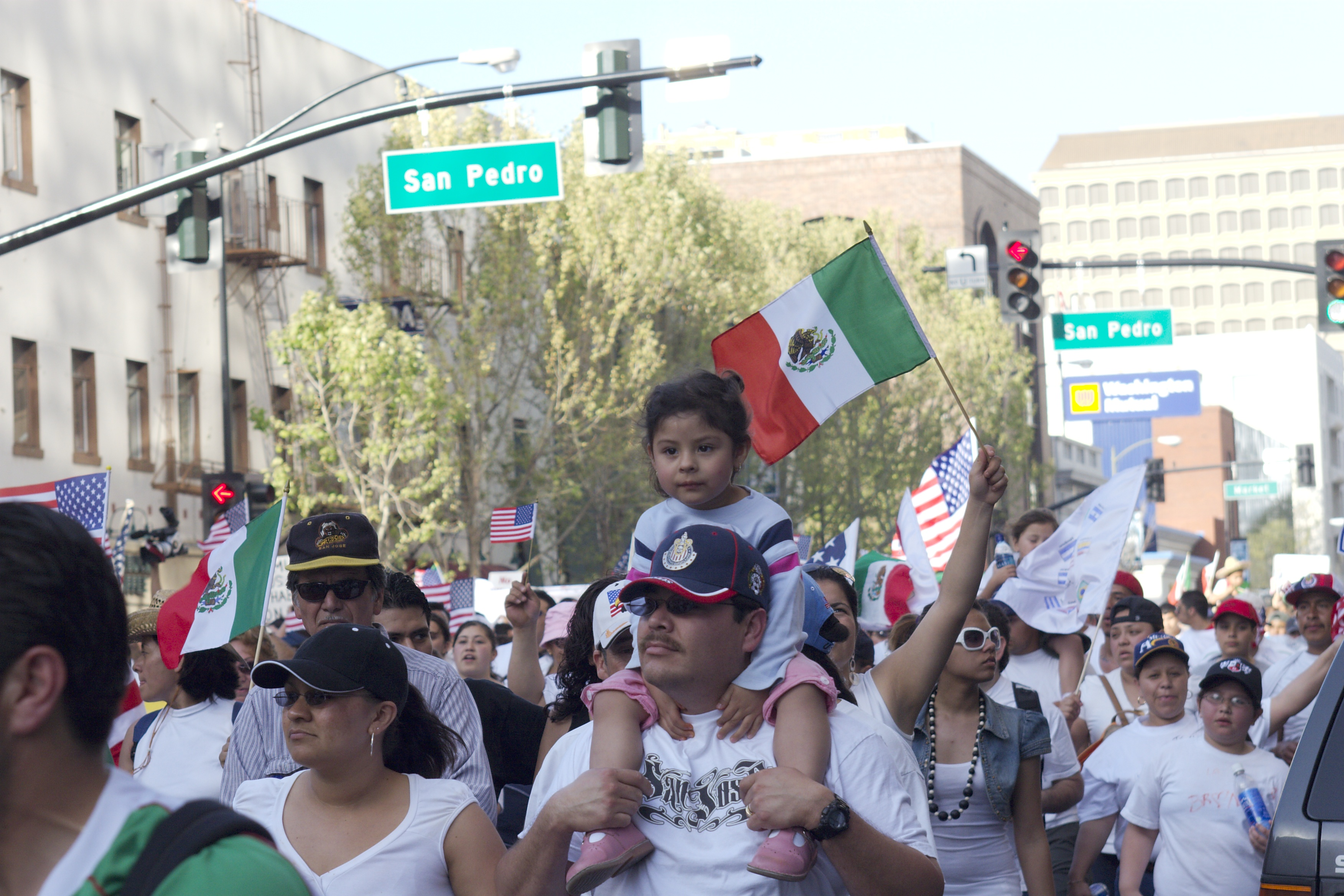
La communauté hispanique aux États-Unis est particulièrement étudiée dans le cadre du familialisme.

Ce terme est utilisé pour la première fois en 1945 par Ernest Burgess et Locke, H. J. et est plus largement appliquée à la communauté hispanique dans les années 1980,.
Trois facteurs forment le familialisme :
- les obligations familiales (obligation de fournir un soutien matériel et émotionnel aux membres de la famille) ;
- le soutien familial perçu ;
- la famille comme référents (utilisation des membres de la famille comme référents comportementaux et créanciers).

En 2003, Angel G. Lugo Steidel, et Josefina M. Contreras ajoutent d'autres éléments constitutifs du familialisme :
- la protection du nom de famille ;
- l'assujettissement de l'individu à sa famille ;
- la réciprocité familiale.

## Le familialisme et la communauté hispanique aux États-Unis
Les recherches menées depuis une cinquantaine d'années montrent que les valeurs familiales définies dans le cadre du familialisme sont des piliers des familles hispaniques aux États-Unis. 

## Rôles du familialisme

### Lutte contre le comportement antisocial
Les comportements antisociaux sont des actions qui nuisent au bien-être d'autrui ou n'en tiennent pas compte. Ils affectent en permanence le tempérament et les capacités cognitives de l'enfant dans des relations négatives avec ses pairs, ce qui perturbe les capacités de coopération des enfants pour résoudre des problèmes.
L'internalisation précoce des valeurs familiales par les enfants peut faciliter l'acceptation des normes sociales et jouer un rôle dans la prévention du développement des comportements antisociaux. Des travaux mettent en évidence la relation inverse entre familialisme et comportement antisocial, notamment au sein de la communauté hispanique aux États-Unis. En 2011, une étude de Morcillo, Carmen, et al. déterminent que les effets du familialisme sur les comportements antisociaux sont notables, mais varient selon l'âge et le sexe. Effectivement, alors que les effets du familialisme agissaient chez les filles à tous les âges de l'enfance, chez les garçons le familialisme agissait uniquement entre cinq et neuf ans. Il faut cependant noter qu'en général, les garçons sont trois fois plus susceptibles de présenter des troubles du comportement,,,.

### Mobilité socio-économique
Les expériences d'intégration des ethnies d'origine juive, asiatique et européenne indiquent une corrélation positive entre le familialisme et la mobilité socio-économique. Cette corrélation est aussi observée parmi les Arabes d'Israël,,.